# Methakrolein
Methakrolein je organická sloučenina patřící mezi nenasycené aldehydy.
Methakrolein je společně s methylvinylketonem jedním ze dvou hlavních produktů reakce isoprenu s atomsférickým OH. Tyto sloučeniny mají velký podíl na oxidační chemii atmosféry a mohou způsobovat tvorbu ozonu. Methakrylaldehyd je také obsažen v cigaretovém kouři.
Silice z pelyňku Artemisia tridentata obsahuje kolem 5 % methakroleinu.
V průmyslu se methakrolein používá na výrobu polymerů a syntetických pryskyřic.
Methakrolein dráždí oči a nosní a plicní sliznice.